# Ilhéu das Formigas e Recife Dollabarat (Canal S. Miguel - Sta. Maria)
Ilhéu das Formigas e Recife Dollabarat (Canal S. Miguel - Sta. Maria) este o arie protejată (arie specială de conservare — SAC, sit de importanță comunitară — SCI) din Portugalia întinsă pe o suprafață de 3.593,52 ha, integral marine.

## Localizare
Centrul sitului Ilhéu das Formigas e Recife Dollabarat (Canal S. Miguel - Sta. Maria) este situat la coordonatele 37°15′N 25°45′W / 37.25°N 25.75°V.

## Înființare
Situl Ilhéu das Formigas e Recife Dollabarat (Canal S. Miguel - Sta. Maria) a fost declarat sit de importanță comunitară în iunie 1997 pentru a proteja 2 specii de animale. Situl a fost protejat și ca arie specială de conservare în iunie 2009.

## Biodiversitate
Situată în ecoregiunea marină macaroneziană, aria protejată conține 1 habitat natural: Recifuri.
La baza desemnării sitului se află mai multe specii protejate:
- mamifere (1): delfin mare (Tursiops truncatus)
- reptile (1): Caretta caretta

Pe lângă speciile protejate, pe teritoriul sitului au mai fost identificate 8 specii de plante, 3 specii de nevertebrate, 6 specii de pești.